# Daniel Ayala
Daniel Ayala, né le 7 novembre 1990 à El Saucejo, est un footballeur espagnol qui évolue au poste de défenseur.

## Biographie
Formé au Séville FC, Daniel Ayala rejoint le centre de formation du Liverpool FC. Le 16 août 2009, il prend part à son premier match en équipe première en remplaçant Martin Škrtel à la 75e minute de la rencontre de Premier League face à Tottenham Hotspur (défaite 2-1).
En manque de temps de jeu, le défenseur espagnol est prêté pour un mois à Hull City (D2 anglaise) le 11 septembre 2010. Trois jours plus tard, Ayala marque son premier but au niveau professionnel face à Derby County (2-0). Le 20 septembre suivant, Liverpool annonce que le prêt du joueur est prolongé jusqu'au mois de janvier 2011. Ayala participe à 12 matchs de championnat avant de réintégrer l'effectif des Reds.
Le 11 février 2011, Daniel Ayala est prêté à Derby County jusqu'à la fin de la saison. Il dispute 17 matchs de Championship avec les Rams puis retrouve le club de Liverpool en juillet.
Le 16 août suivant, Ayala est transféré à Norwich City, qui évolue en Premier League. Barré par la concurrence et victime d'une blessure au genou en début de saison, il ne dispute que dix rencontres toutes compétitions confondues au fil de la saison. 
Le 7 août 2012, il est prêté pour une saison à Nottingham Forest. Il prend part à son premier match avec le club de Nottingham le 13 août suivant à l'occasion de la rencontre de League Cup remportée à Fleetwood Town (0-1).
En octobre 2013, il est prêté au Middlesbrough FC. Il y est transféré définitivement en janvier 2014.
Le 15 septembre 2020, il rejoint Blackburn.
Le 27 octobre 2023, il rejoint Rotherham United.

## Statistiques
| Saison                | Club                     | Championnat           | Championnat | Championnat | Coupe(s) nationale(s) | Coupe(s) nationale(s) | Compétition(s) continentale(s) | Compétition(s) continentale(s) | Compétition(s) continentale(s) | Total | Total |
| Saison                | Club                     | Division              | M.          | B.          | M.                    | B.                    | Comp.                          | M.                             | B.                             | M.    | B.    |
| 2009-2010             | Liverpool                | Premier League        | 5           | 0           | -                     | -                     | -                              | -                              | -                              | 5     | 0     |
| 2010-2011             | Hull City (prêt)         | Championship          | 12          | 1           | -                     | -                     | -                              | -                              | -                              | 12    | 1     |
| 2010-2011             | Derby County (prêt)      | Championship          | 17          | 0           | -                     | -                     | -                              | -                              | -                              | 17    | 0     |
| 2011-2012             | Norwich City             | Premier League        | 7           | 0           | 3                     | 0                     | -                              | -                              | -                              | 10    | 0     |
| 2012-2013             | Nottingham Forest (prêt) | Championship          | 10          | 1           | 2                     | 0                     | -                              | -                              | -                              | 12    | 1     |
| Total sur la carrière | Total sur la carrière    | Total sur la carrière | 51          | 2           | 5                     | 0                     | -                              | -                              | -                              | 56    | 2     |

## Palmarès
- Vice-Champion de Football League Championship (2e division) en 2016 avec Middlesbrough

### Distinctions personnelles
- Membre de l'équipe type de Football League Championship en 2016.